# Pterozonium lineare
Pterozonium lineare är en kantbräkenväxtart som beskrevs av David Bruce Lellinger. Pterozonium lineare ingår i släktet Pterozonium och familjen Pteridaceae. Inga underarter finns listade.